# Mercedes Sampietro
Mercedes Sampietro, tên khai sinh là Mercedes Sampietro Marro, sinh ngày 24.1.1947 tại Barcelona, là một nữ diễn viên Tây Ban Nha.
Bà bắt đầu sự nghiệp diễn xuất trên sân khấu từ năm 1979, và sự nghiệp điện ảnh 7 năm sau, trong phim A un dios desconocido của đạo diễn Jaime Chávarri. Bà đã cộng tác 5 lần với đạo diễn Pilar Miró.
Bà đã đoạt giải Goya cho nữ diễn viên chính xuất sắc nhất cho vai diễn trong phim Argentina-Tây Ban Nha Lugares comunes và cũng đã lồng tiếng Tây Ban Nha cho Meryl Streep, Diane Keaton, Kim Basinger và Catherine Deneuve vv...
Bà đã từng là chủ tịch của Academia de las Artes y las Ciencias Cinematográficas de España (Viện Hàn lâm Khoa học và Nghệ thuật Điện ảnh Tây Ban Nha) từ 10/9/2003 tới 12/18/2006.

## Danh mục phim
- 2007
  - La noche que dejó de llover
  - La buena nueva
  - El hombre de arena
  - Vida de familia
- 2006
  - Va a ser que nadie es perfecto
  - 53 días de invierno
  - La edad de la peseta
  - Salvador (Puig Antich), của Manuel Huerga
- 2005
  - Reinas, của Manuel Gómez Pereira
  - Obaba, của Montxo Armendáriz
  - Nordeste
- 2004
  - Inconscientes
  - Febrer
  - El año del diluvio (voz)
  - Cuadrilátero
- 2003
  - Buscando a Nemo (voz)
  - No matarás
  - Bala perdida
- 2002 - Lugares comunes
- 2001 - Silencio roto, của Montxo Armendáriz
- 2000
  - Dinosaurio (voz)
  - Nosotras
  - Sé quién eres
- 1999
  - Cuando vuelvas a mi lado
  - Las huellas borradas
  - Tarzán (voz)
  - Segunda piel
  - Saïd
- 1998 - Bert
- 1997 - La herida luminosa
- 1995 - Historias del Kronen, của Montxo Armendáriz
- 1994 - Dame fuego
- 1993 - El pájaro de la felicidad, của Pilar Miró
- 1991 - Beltenebros (dubber of voice), của Pilar Miró
- 1989
  - Montoyas y tarantos
  - La blanca paloma
  - La banyera
  - Caminos de tiza
- 1988
  - Sinatra (phim)
  - Qui t'estima, Babel?
  - Lluvia de otoño
- 1987 - Pehavý Max a strasidlá
- 1986
  - Werther, của Pilar Miró
  - Virtudes Bastián
- 1985
  - Extramuros
  - El anillo de niebla
- 1984 - La última rosa
- 1983
  - Percusión
  - Vivir mañana
- 1982
  - Estoy en crisis
  - Hablamos esta noche
  - La leyenda del tambor
  - El ser
- 1980
  - Gary Cooper, que estás en los cielos, của Pilar Miró
  - El crimen de Cuenca, de Pilar Miró
- 1978 - ¿Qué hace una chica como tú en un sitio como éste?
- 1977 - A un dios desconocido

## Kịch
- Les amistats perilloses (1993)
- Dissabte, diumenge i dilluns (2002)
- Roberto Zucco (2005)
- Danza Macabra (2003-2004)

## Truyền hình
- Porca Miseria (2004-2007).
- Divinos (2006)
- Un chupete para ella (2000-2002).
- Nada es para siempre (1999).
- Laberint d'Ombres (1998-2000).
- Nissaga de Poder (1996-1998).
- Juntas, pero no revueltas (1995-1996).
- Una hija más (1991).
- El mundo de Juan Lobón (1989).
- La tía de Frankenstein (1987)
- El jardín de Venus (1983-1984)
- Juanita la larga (1982)
- Juan y Manuela (1974).

## Các giải thưởng & đề cử
Liên hoan phim San Sebastián
- 1985 Đoạt giải nữ diễn viên chính xuất sắc nhất, phim Extramuros
- 2002 Đoạt giải nữ diễn viên chính xuất sắc nhất, phim Lugares comunes

Giải Goya cho nữ diễn viên chính xuất sắc nhất
- 1999 Đề cử, phim Cuando vuelvas a mi lado
- 2002 Đoạt giải, phim Lugares comunes

Giải Goya cho nữ diễn viên phụ xuất sắc nhất
- 2004 Đề cử, phim Inconscientes

Giải Fotogramas de Plata
- 2002 Đề cử Giải nữ diễn viên điện ảnh xuất sắc nhất, phim Lugares comunes
- 1991 Đề cử Giải nữ diễn viên truyền hình xuất sắc nhất, phim Una hija más
- 1985 Đề cử Giải nữ diễn viên điện ảnh xuất sắc nhất, phim Extramuros
- 1980 Đoạt giải cho nữ diễn viên điện ảnh xuất sắc nhất, phim Gary Cooper, que estás en los cielos
- 1981:
  - Liên hoan phim Moskva, giải nữ diễn viên xuất sắc nhất, phim Gary Cooper, que estás en los cielos.
  - Liên hoan phim Taormina, giải nữ diễnv iên xuất sắc nhất, phim Gary Cooper que estás en los cielos.
- 1987: Giải của Hiệp hội phê bình phim New York cho nữ diễn viên chính xuất sắc nhất, phim  Extramuros.
- 1993: Semana del cine Naval de Cartagena, nữ diễn viên chính xuất sắc nhất, phim El pájaro de la felicidad.
- 1994: Liên hoan phim Bérgamo, nữ diễnv iên chính xuất sắc nhất, phim El pájaro de la felicidad.
- 2009: Giải Gaudí cho nữ diễn viên xuất sắc nhất, phim Turismo